# 臺灣深山鍬形蟲
臺灣深山鍬形蟲（學名：Lucanus formosanus），屬於鞘翅目的鍬形蟲科，臺灣特有種，日夜出沒，分布於台灣海拔500～2000公尺，具趨光性，與高砂深山鍬形蟲同屬相似。
其种加词“formosanus”意为“台湾的”。

## 外部連結
- 鍬形蟲 - 國立臺灣大學昆蟲標本館數位典藏
- . 台灣山林悠遊網電子報. 行政院農業委員會林務局.   [2015-08-25]. （原始内容存档于2016-03-04）.